# Капитан Фантастик
„Капитан Фантастик“ (на английски: Captain Fantastic) е американски филм драма от 2016 година на режисьора Мат Рос.

## Сюжет
Внимание:  Текстът по-долу разкрива сюжета на произведението (или части от него)!
Бен Кеш и съпругата му Лесли решават да се откажат от суматохата на съвременната цивилизация и да отидат да живеят в горите на щата Вашингтон. Те имат шест деца, които отглеждат сами, като ги учат на умения за оцеляване, езици и всички науки. За съжаление Лесли страда от биполярно разстройство, приета е в болница и след няколко опита се самоубива. Тъй като Лесли е будистка, в завещанието си тя моли Бен да кремира тялото ѝ и да изхвърли пепелта в тоалетната на всяко обществено място. Родителите на Лесли обаче искат да я погребат според християнския обред и Бен, осъзнаващ че срещата му с родителите на жена му ще предизвика скандал, въпреки това отива с децата на погребението.
По време на пътуването децата първо влизат в „цивилизования свят“ и това им прави шокиращо впечатление, те са напълно неприспособени към него. Децата не разбират защо хората ядат „нездравословна“ храна (бърза храна и т.н.), а Бодован, най-големият син на Бен, целувайки момиче за първи път, веднага ѝ предлага брак. На път за погребението Бен и децата се отбиват при Харпър, сестрата на Бен, която е шокирана от родителската система на Бен. Бен не се колебае да разказва на децата за секса и раждането, позволява им да носят всякакви дрехи или да не носят изобщо, дава им да опитат вкуса на виното, позволява им самостоятелно да формират своите политически и религиозни възгледи. Това, колкото и да е странно, дава плод и в резултат по-големите синове тийнейджъри на Харпър, които се учат в училище и възпитават „правилно“, изглеждат невежи и некомпетентни на фона на по-малките деца на Бен.
Бен и децата присъстват на погребението облечени странно, а Бен чете необичайното завещание на жена си. Родителите на Лесли и всички около него са изключително възмутени, Бен е изведен от църквата със сила и, въпреки всички протести, ковчегът с тялото на Лесли е заровен в гробището. Релиан, средният син на Бен, който обича майка си най-много, вярва, че баща му е виновен за смъртта ѝ и затова бяга при дядо си в деня на погребението. Когато Бен се опитва да върне момчето, свекърът намеква на Бен за добрите му познати в полицията и в съда и заплашва, че ще отнеме всички деца. В отговор Бен, заедно с децата, организира „освобождението“ на Релиан „от плен“, но тази „игра“ почти завършва трагично. Веспир се опитва да се изкачи през покрива до стаята на брат си в имението на дядо си, но се спъва и пада, счупвайки врата и крака си. В болницата лекарят съобщава на шокирания Бен, че ако изместването на прешлените на шията е с няколко милиметра по-голямо, тогава Веспир или ще умре, или ще остане парализиран и инвалид за цял живот. Това окончателно убеждава Бен и той с горчивина признава, че експериментът им в отглеждането на деца, който са организирали с мъртвата си съпруга, е просто трагична грешка. Оставяйки децата на грижите на техните баба и дядо, Бен си тръгва „накъдето му гледат очите“.
Въпреки това на първата спирка, която Бен прави, го очаква изненада. Оказва се, че децата са се скрили в багажното отделение на семейния автобус и са тръгнали тайно с баща си. Заедно решават да изпълнят последната воля на Лесли. Пристигайки на гробището през нощта, Бен и децата изкопават ковчега с тялото ѝ, а след това го отвеждат на морския бряг, където изграждат погребална клада и, пеейки любимата песен на майка си, кремират тялото. След това всички отиват на летището, за да изпратят Бодован, който лети за Намибия за доброволческа работа, и в същото време да изсипят пепелта на Лесли в тоалетната. Бен решава да сложи край на съществуването си „извън цивилизацията“, но отказва да се премести в града. Той и децата живеят във ферма; в семейния автобус, който е спрял на „вечния си паркинг”, отглеждат пилета, наблизо има лехи, където се отглеждат зеленчуци, а децата за първи път в живота си започват да ходят на училище.

## Актьорски състав
| Актьор            | Роля                                                                   |
| ----------------- | ---------------------------------------------------------------------- |
| Виго Мортенсен    | Бен Кеш – баща на семейство, което отглежда децата извън цивилизацията |
| Трин Милър        | Лесли Абигейл Кеш – жената на Бен, която се самоубива                  |
| Джордж МакКей     | Бодован Кеш – най-големият син на Бен                                  |
| Саманта Ислър     | Килир Кеш – най-голямата дъщеря на Бен                                 |
| Аннализа Басо     | Веспир Кеш – дъщеря на Бен                                             |
| Никълъс Хамилтън  | Релиан Кеш – син на Бен                                                |
| Шри Крукс         | Заджа Кеш – най-малката дъщеря на Бен                                  |
| Чарли Шотуел      | Най Кеш – най-малкият син на Бен                                       |
| Франк Лангела     | Джак Бертранг – баща на Лесли                                          |
| Ан Дауд           | Абигейл Бертранг – майка на Лесли                                      |
| Катрин Хан        | Харпър Кеш – сестра на Бен                                             |
| Стийв Зан         | Дейв – съпруг на Харпър                                                |
| Илайджа Стивънсън | Джъстин – син на Дейв и Харпър                                         |
| Теди Ван И        | Джаксън – син на Дейв и Харпър                                         |
| Ерин Мориарти     | Клеър МакКюн – случайна приятелка на Бодован                           |
| Миси Пайл         | Елън МакКюн – майка на Клеър                                           |

## Интересни факти
- Режисьорът Мат Рос моли младите актьори, които играят децата, да подпишат договор, в който децата обещават да не ядат сладко и нездравословна храна (чипс и бързо хранене) за цялото време на снимките.
- На прожекцията в Сан Франциско Мат Рос разкрива, че група деца са нарекли Виго Мортенсен „летен татко“ по време на снимките.
- Джордж Макей се занимава с йога 3-4 часа на ден, след като е избран за ролята на Бодован, за да може да изпълнява трудните пози, които неговият герой прави във филма.
- За този филм Виго Мортенсън получава втора номинация за „Оскар” за най-добър актьор, предишната му номинация е за „Източни обещания”. По странно съвпадение и в двата филма има епизоди, в които Виго е сниман напълно гол.
- Алтернативният семеен начин на живот във филма изглежда много реалистичен, тъй като режисьорът Мат Рос всъщност изобразява собственото си детство в горите на северозападните Съединени щати.
- Основните снимки за филма започват през юли 2014 г. в западната част на Вашингтон и езерото Стивънс. По-късно са извършени допълнителни снимки в Портланд (Орегон), както и в Албакърки и Лас Крусес (Ню Мексико).
- Червената риза, която Виго Мортенсен носи на погребението, е същата риза, която носи във филма „Индиански бегач”.
- Една от детските снимки, залепени по стените на училищния автобус, е на Хенри, сина на Виго Мортенсен.
- Във финалните сцени героят на Виго Мортенсен носи тениска с надпис „Джеси Джаксън 88“. Джеси Джексън е американски активист за граждански права и политик, който се кандидатира за президентската номинация на Демократическата партия през 1984 и 1988 г., а в периода 1991-1997 е „сенатор в сянка“ на Вашингтон, окръг Колумбия.
- Виго Мортенсен е голям фен на Аржентина и в частност на аржентинския футбол. Ето защо, когато семейството се връща от църквата, в горната част на автобуса, близо до мястото на шофьора, се вижда стара снимка на футболния отбор. Това е отборът на „Лос Кара Сусиас“ от 60-те, един от най-добрите в историята на аржентинското футболно първенство.
- В сцената с кремацията семейството на Лесли пее акустична версия на „Sweet Child O'Mine“ от Guns N' Roses, въпреки че първоначално е трябвало да пеят „When Doves Cry“ на Принс.

## Награди и номинации
| Категория                                                                     | Номиниран(и)                                                       | Резултат                                                           |
| Годишни награди за филми на AARP за възрастни (6 февруари 2017 г.)            | Годишни награди за филми на AARP за възрастни (6 февруари 2017 г.) | Годишни награди за филми на AARP за възрастни (6 февруари 2017 г.) |
| ----------------------------------------------------------------------------- | ------------------------------------------------------------------ | ------------------------------------------------------------------ |
| Най-добър актьор                                                              | Виго Мортенсен                                                     | номинация                                                          |
| Оскар (26 февруари 2017 г.)                                                   |                                                                    |                                                                    |
| Най-добър актьор                                                              | Виго Мортенсен                                                     | номинация                                                          |
| БАФТА (12 февруари 2017 г.)                                                   |                                                                    |                                                                    |
| Награда за най-добър актьор в главна роля                                     | Виго Мортенсен                                                     | номинация                                                          |
| Международен фестивал на фантастичния филм в Бучхон (31 юли 2017 г.)          |                                                                    |                                                                    |
| „Спестете енергия, спасете Земята“                                            | филм „Капитан Фантастик“                                           | награда                                                            |
| Фестивал в Кан (22 май 2017 г.)                                               |                                                                    |                                                                    |
| „Особен поглед“ – за най-добър режисьор                                       | Мат Рос                                                            | награда                                                            |
| „Особен поглед“ – за най-добър филм                                           | филм „Капитан Фантастик“                                           | номинация                                                          |
| Гилдията на дизайнерите на костюми (21 февруари 2017 г.)                      |                                                                    |                                                                    |
| „Съвършенство в съвременния“                                                  | Кортни Хофман                                                      | номинация                                                          |
| Филмова награда „Избор на критиката“ (11 декември 2016 г.)                    |                                                                    |                                                                    |
| Най-добър актьор в комедия                                                    | Виго Мортенсен                                                     | номинация                                                          |
| Фестивал на американския филм в Довил (11 септември 2016 г.)                  |                                                                    |                                                                    |
| „Изборът на хората“                                                           | филм „Капитан Фантастик“                                           | награда                                                            |
| Награда на журито                                                             | филм „Капитан Фантастик“                                           | награда                                                            |
| Гран При                                                                      | филм „Капитан Фантастик“                                           | номинация                                                          |
| Наградите „Дориан“ (26 януари 2017 г.)                                        |                                                                    |                                                                    |
| „Неизпят филм на годината“                                                    | филм „Капитан Фантастик“                                           | номинация                                                          |
| Британски филмови награди на вестник „Evening Standard“ (11 декември 2016 г.) |                                                                    |                                                                    |
| Най-добър актьор в поддържаща роля                                            | Джордж МакКей                                                      | номинация                                                          |
| Кръг на филмовите критици във Флорида (23 декември 2016 г.)                   |                                                                    |                                                                    |
| Най-добър актьор                                                              | Виго Мортенсен                                                     | номинация                                                          |
| Златен глобус (8 януари 2017 г.)                                              |                                                                    |                                                                    |
| Най-добър актьор в драма                                                      | Виго Мортенсен                                                     | номинация                                                          |
| Обществото на филмовите критици в Хюстън (6 януари 2017 г.)                   |                                                                    |                                                                    |
| Най-добър актьор                                                              | Виго Мортенсен                                                     | номинация                                                          |
| Най-добрият постер                                                            | филм „Капитан Фантастик“                                           | номинация                                                          |
| Награди „Независим дух“ (25 февруари 2017 г.)                                 |                                                                    |                                                                    |
| Най-добър мъжки главен роли                                                   | Виго Мортенсен                                                     | номинация                                                          |
| Уебсайт за филмова индустрия и преглед „IndieWire“ (19 декември 2016 г.)      |                                                                    |                                                                    |
| Най-добър актьор                                                              | Виго Мортенсен                                                     | 8-мо място                                                         |
| Филмов фестивал в Карлови Вари (9 юли 2016 г.)                                |                                                                    |                                                                    |
| „Изборът на хората“                                                           | филм „Капитан Фантастик“                                           | награда                                                            |
| Гилдията на гримьорите и фризьори (19 февруари 2017 г.)                       |                                                                    |                                                                    |
| Игрален филм – Съвременен грим                                                | Акеми Харт и Карън Макдоналд                                       | номинация                                                          |
| Филмов фестивал в Нантъкет (27 юни 2016 г.)                                   |                                                                    |                                                                    |
| „Изборът на хората“                                                           | филм „Капитан Фантастик“                                           | 2-ро място                                                         |
| Национален съвет за преглед (4 януари 2017 г.)                                |                                                                    |                                                                    |
| Десетте най-добри независими филми                                            | филм „Капитан Фантастик“                                           | номинация                                                          |
| Общество на онлайн филмовите критици (3 януари 2017 г.)                       |                                                                    |                                                                    |
| Най-добър актьор                                                              | Виго Мортенсен                                                     | номинация                                                          |
| Римски филмов фестивал (22 октомври 2016 г.)                                  |                                                                    |                                                                    |
| „Изборът на хората“                                                           | филм „Капитан Фантастик“                                           | награда                                                            |
| Обществото на филмовите критици в Сан Диего (12 декември 2016 г.)             |                                                                    |                                                                    |
| Най-добър актьор                                                              | Виго Мортенсен                                                     | 2-ро място                                                         |
| Сателит (19 февруари 2017 г.)                                                 |                                                                    |                                                                    |
| Най-добър филм                                                                | филм „Капитан Фантастик“                                           | номинация                                                          |
| Най-добър актьор                                                              | Виго Мортенсен                                                     | награда                                                            |
| Най-добър оригинален сценарий                                                 | Мат Рос                                                            | номинация                                                          |
| Най-добър дизайн на костюми                                                   | Кортни Хофман                                                      | номинация                                                          |
| Международен филмов фестивал в Сиатъл (12 юни 2016 г.)                        |                                                                    |                                                                    |
| „Златна космическа игла“ за най-добрия филм                                   | филм „Капитан Фантастик“                                           | награда                                                            |
| Награди на Гилдията на екранните актьори на САЩ (29 януари 2017 г.)           |                                                                    |                                                                    |
| „За изключително изпълнение на мъжки актьор в главна роля“                    | Виго Мортенсен                                                     | номинация                                                          |
| „За изключително изпълнение на актьорски състав във филм“                     | актьорски състав на филм „Капитан Фантастик“                       | номинация                                                          |
| Асоциация на филмовите критици в Сейнт Луис (18 декември 2016 г.)             |                                                                    |                                                                    |
| Най-добър актьор                                                              | Виго Мортенсен                                                     | номинация                                                          |